# Autarotis euryala
Autarotis euryala là một loài bướm đêm trong họ Crambidae.